# Черри-Крик (Невада)
Черри-Крик (англ. Cherry Creek) — населённый пункт и статистически обособленная местность на севере округа Уайт-Пайн, штат Невада, США. Расположен приблизительно в 16 км от U.S. Route 93, севернее города Эли и поселения Макгилл. Около Черри-Крик располагаются две горные цепи — Cherry Creek Range на севере и Schell Creek Range на востоке. Своё название поселение берёт от растущих поблизости деревьев черёмухи (англ. chokecherry, черёмуха виргинская).
Зародившийся ещё в 1859 году, Черри-Крик переживает бурный рост после открытия поблизости в 1872 году золотых и серебряных месторождений и образования Черри-Крикского горнодобывающего района (англ. Creek Creek mining District). Уже меньше чем через год, его население составило около 500 человек.
В середине 1880 годов, в связи с истощением месторождений, начинается отток жителей из города, в 1880 году в Черри-Крик проживает только 639 человек. Лишь открытие новых источников в 1900—1930-х годах несколько оживляют экономику. Наиболее известной компанией в этот период являлась Tea Cup Mining Company, которая свернула своё производство в 1940 году.
К XXI веку, наряду с современными постройками, сохраняется музей, расположенный в здании бывшей школы, салун Barrel Saloon, кладбище и некоторые другие постройки.

## Демография
На июль 2007 года население Черри-Крик составляло 93 человека. Расовый состав: белые — 83,9 %; афроамериканцы — 2,2 %; индейцы — 1,1 %; азиаты — 1,1 %; указавшие две или более расы — 1,1 %. Доля «испаноязычных или латиноамериканцев» составила 10,8 %.
|                                 |                 |                           |
| Заброшенное здание в Черри-Крик | Молитвенный дом | Вид на заброшенные здания |